# Pipra fasciicauda
El saltarín naranja (Pipra fasciicauda), también denominado bailarín naranja (en Argentina y Paraguay), saltarín de cola bandeada (en Perú) o saltarín anaranjado, es una especie de ave paseriforme de la familia Pipridae perteneciente al género Pipra. Es nativa de América del Sur.

## Distribución y hábitat
Se distribuye por una amplia zona del centro oeste (al sur del río Amazonas) hasta el suroeste de Brasil , este de Perú, norte y este de Bolivia, este de Paraguay, hasta el extremo noreste de Argentina, y en localidades aisladas del noreste de Brasil.
Esta especie es considerada bastante común en sus hábitats naturales: el sotobosque de bosques de várzea, riparios y en galería, principalmente abajo de los 600 m de altitud.

## Sistemática

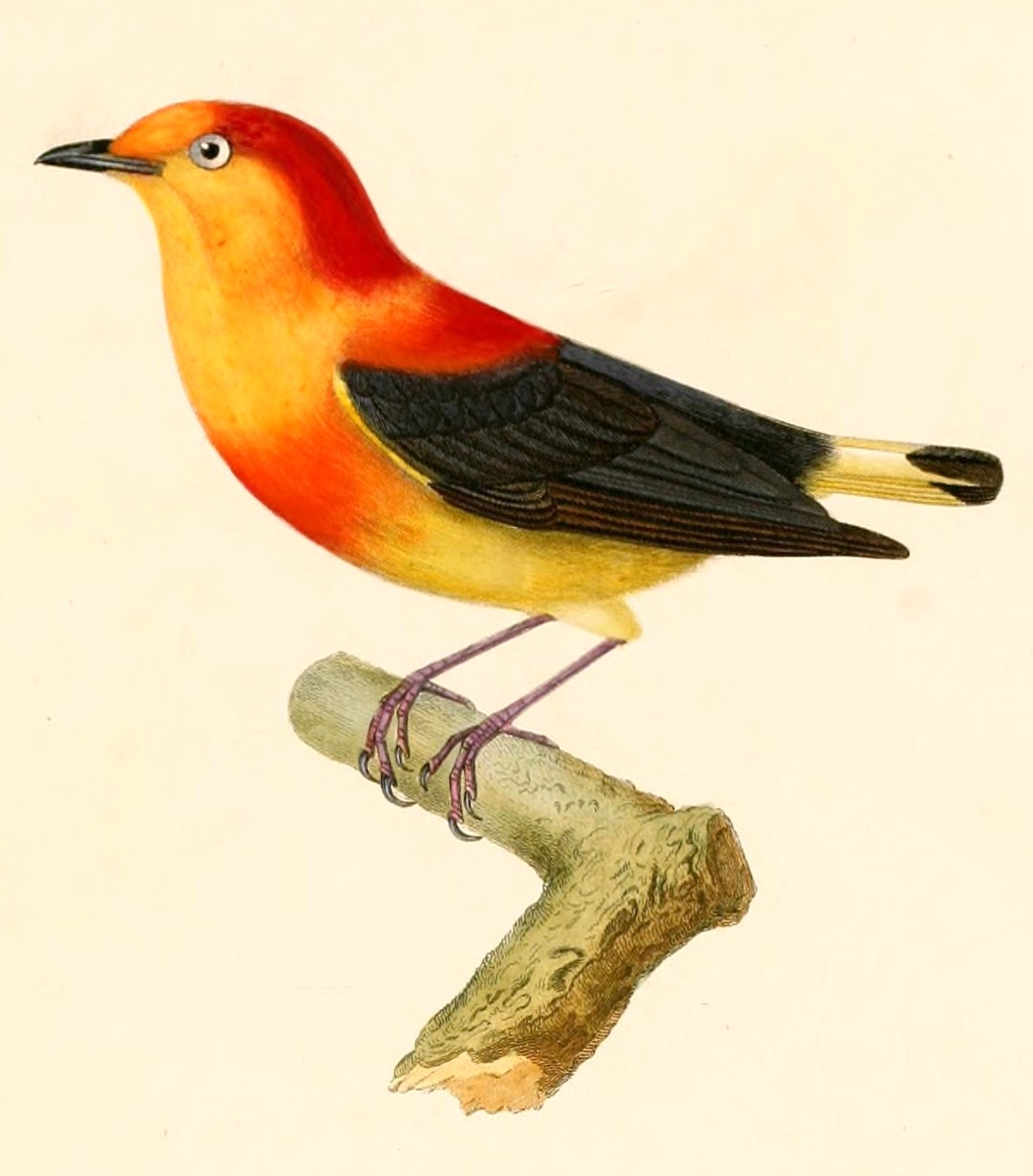
Pipra fasciata; ilustración en d'Orbigny, Voyage dans l'Amérique Méridionale, 1847.

### Descripción original
La especie P. fasciicauda fue descrita por primera vez por los naturalistas franceses Alcide d'Orbigny y Frédéric de Lafresnaye en 1837 bajo el nombre científico Pipra fasciata, localidad tipo «Guarayos, Santa Cruz, Bolivia»; pero como el nombre se encontraba pre-ocupado por Pipra fasciata Thunberg, 1822, el  ornitólogo austríaco Carl Eduard Hellmayr en 1906 la renombró bajo el nombre científico Pipra fasciicauda.

### Etimología
El nombre genérico femenino «Pipra» deriva del griego «pipra, también piprō, piprōs o pipōn»: pequeña ave mencionada por Aristóteles y por otros autores, pero nunca adecuadamente identificada; y el nombre de la especie «fasciicauda», se compone de las palabras del latín «fascia» que significa ‘banda’, ‘faja’, y «cauda» que significa ‘cola’.

### Taxonomía
Los datos genéticos más recientes confirman que es pariente cercana a Pipra filicauda y P. aureola, con quienes forma una superespecie, las tres reemplazando una a la otra geográficamente.

### Subespecies
Según las clasificaciones del Congreso Ornitológico Internacional (IOC) y Clements Checklist/eBird, se reconocen cinco subespecies, con su correspondiente distribución geográfica:
- Pipra fasciicauda saturata J.T. Zimmer, 1936 - zona tropical del norte del Perú al este de los Andes (en San Martín).
- Pipra fasciicauda purusiana Snethlage, 1907 - este del Perú al sur del río Amazonas (Loreto al sur hasta Cuzco) y oeste de Brasil (Acre, y alto río Purús en el estado de Amazonas).
- Pipra fasciicauda fasciicauda Hellmayr, 1906 - sureste del Perú (norte de Puno) y norte y noreste de Bolivia (cerca de los Andes en Cochabamba y norte de Santa Cruz).
- Pipra fasciicauda calamae Hellmayr, 1910 - centro oeste de Brasil (área limitada próxima al alto río Madeira y extremo noroeste de Mato Grosso).
- Pipra fasciicauda scarlatina Hellmayr, 1915 - interior de Brasil desde el centro de Pará (al sur de Belém) hacia el sur hasta Mato Grosso do Sul, sur de Goiás, oeste de Minas Gerais y noroeste de São Paulo, con poblaciones aparentemente aisladas en el noreste (Ceará y Alagoas), y extremo norte de Bolivia (Pando, Beni), sureste de Paraguay y extremo noreste de Argentina (Misiones).